# Jaime de Rocamora y Rocamora
Jaime de Rocamora y Rocamora fue el I señor de Benferri, Puebla de Rocamora y La Granja.
Jaime era el único varón nacido del matrimonio de Pedro Martín de Rocamora y de Ginesa de Rocamora. Pedro Martín de Rocamora era el propietario de las heredades de Benferri, La Granja y Puebla de Rocamora. Tras su muerte, Jaime pasaría a ser el nuevo propietario, quien debido a la estrecha colaboración que mantuvo con Alfonso V de Aragón obtuvo numerosos privilegios de la Corona. Fue este monarca, Alfonso V de Aragón, el que otorgó a las heredades de Benferri, Puebla de Rocamora y La Granja la calidad de señoríos.
Jaime fue Caballero de la Orden de Santiago. En 1438 fue síndico en las Cortes de Aragón. Ejerció de vonsejero del rey de Aragón Alfonso V y de su esposa la reina María de Castilla. También fue embajador de la ciudad de Orihuela después del traslado de la Corte Aragonesa a Nápoles, donde se estableció el monarca Alfonso V. Ostentando este cargo logró para Orihuela la elección de oficios por insaculación.
En 1468, el hijo y heredero de Jaime de Rocamora, Juan de Rocamora y Vázquez, tuvo un enfrentamiento con Juan de Talavera con injurias mutuas, acudiendo los deudos y parientes de uno y otro, resultando heridos tres miembros de la familia Talavera, mientras los Rocamora huyeron a Elche. Tomó partido en estas luchas Ramón de Rocafull, señor de Albatera, dando muerte los Rocamora a un Rocafull, siendo asesinado posteriormente por esta familia el I señor Jaime de Rocamora, en 1468. Esta enemistad entre ambas familias duraría varias generaciones.
Tras la muerte de Jaime, su hijo Juan de Rocamora y Vázquez le sucedió como II señor de Benferri, de Puebla de Rocamora y de La Granja.
| Predecesor: fue el primer Señor de Benferri           | Señor de Benferri ¿?-1468           | Sucesor: Juan de Rocamora y Vázquez |
| Predecesor: fue el primer Señor de Puebla de Rocamora | Señor de Puebla de Rocamora ¿?-1468 | Sucesor: Juan de Rocamora y Vázquez |
| Predecesor: fue el primer Señor de La Granja          | Señor de La Granja ¿?-1468          | Sucesor: Juan de Rocamora y Vázquez |

- Datos: Q5925462